# Gassin
Gassin là một xã ở tỉnh Var trong vùng Provence-Alpes-Côte d’Azur, Pháp. Xã này có diện tích 24,74 km², dân số năm 2006 là 2859 người. Xã này nằm ở khu vực có độ cao từ 0-324 mét trên mực nước biển. 